# Pokémon the Movie: Diancie và chiếc kén hủy diệt
Pokémon the Movie: Diancie và chiếc kén hủy diệt (ポケモン・ザ・ムービーXY 「破壊の繭とディアンシー」 Pokemon Za Mūbī Ekkusu Wai "Hakai no Mayu to Dianshī", lit. "Pokémon the Movie XY: Diancie and the Cocoon of Destruction") là một bộ phim phiêu lưu anime Nhật Bản năm 2014, là bộ phim thứ 17 nằm trong loạt phim Pokémon được tạo bởi Satoshi Tajiri và được sản xuất bởi OLM, và là bộ phim đầu tiên trong phần XY. Phim được đạo diễn bởi Kunihiko Yuyama và được viết kịch bản bởi Hideki Sonoda, bộ phim có sự tham gia lồng tiếng bởi Rica Matsumoto, Ikue Ōtani, Mayuki Makiguchi, Yūki Kaji, Mariya Ise, Megumi Hayashibara, Shin-ichiro Miki, Inuko Inuyama, Marika Matsumoto, Reiji Nakagawa, Shoko Nakagawa, Rika Adachi, và Kōichi Yamadera. Trong phim, Diancie, là một Pokémon Công chúa của vương quốc dưới lòng đất, tham gia cùng với nhà huấn luyện Pokémon Satoshi và bạn bè của cậu, Pikachu, Serena, Citron và Yurika trên hành trình gặp gỡ Pokemon huyền thoại Xerneas, sẽ đánh thức sức mạnh ở Diancie để tạo ra một nguồn năng lượng sẽ cứu vương quốc.
Phim được công chiếu tại các rạp chiếu phim ở Nhật Bản vào ngày 19 tháng 7 năm 2014. Bản lồng tiếng Anh của bộ phim được sản xuất bởi DuArt Film and Video, có sự tham gia lồng tiếng bởi Sarah Natochenny, Haven Paschall, Michael Liscio Jr., Alyson Leigh Rosenfeld, Michele Knotz, Carter Cathcart, Caitlin Glass, Pete Zarustica, Brittney Lee Hamilton, Lianne Marie Dobbs, và Marc Thompson. Phim được công chiếu tại Úc và New Zealand tại các rạp vào ngày 8 tháng 11 năm 2014 và cũng được phát sóng tại Hoa Kỳ cùng ngày trên Cartoon Network với tên tiếng Anh chính thức là Pokémon the Movie: Diancie and the Cocoon of Destruction. Tại Việt Nam, phim được Công ty Cổ Trách Nhiệm Hữu Hạn Truyền thông Purpose mua bản quyền lồng tiếng và phát sóng trên HTV3 - DreamsTV vào ngày 2 tháng 9 năm 2018.

## Nội dung
Heart Diamond, nguồn năng lượng duy nhất của vương quốc dưới lòng đất được gọi là Diamond Ore Country, đang chết dần và cần được thay thế. Người duy nhất có thể tạo ra Heart Diamond mới và cứu vương quốc là Pokémon Diancie, Công chúa của vương quốc, nhưng cô chưa có sức mạnh để tạo ra một cái. Diancie bắt đầu cuộc hành trình để gặp Pokémon huyền thoại Xerneas, Pokémon cho phép Diancie khám phá ra sức mạnh để tạo ra một viên Heart Diamond. Sau nhiều tháng tìm kiếm Xerneas, Diancie đi đến khám phá một thành phố mà cô phát hiện ra. Cô gặp nhà huấn luyện Pokémon Satoshi và bạn bè của cậu, Pikachu, Serena, Citron và Yurika. Satoshi và những người bạn của cậu đã quyết định tham gia cùng Diancie trong nhiệm vụ gặp Xerneas.
Diancie và phần còn lại của nhóm theo dõi Xerneas đến Rừng Allearth, đã trở thành vùng cấm sau khi Yveltal, Pokémon hiện thân của sự hủy diệt, phá hủy khu rừng và trở thành một cái kén khổng lồ được gọi là chiến kén hủy diệt. Xerneas dạy Diancie cách tạo Heart Diamond mới. Nhưng Băng Hỏa Tiễn và những tên trộm: Riot, Marilyn Flame, Millis và Argus Steel đã tấn công hòng bắt Diancie và sức mạnh của cô để tạo ra Heart Diamond. Việc này đã làm phiền chiếc kén và khiến Yveltal thức dậy. Yveltal biến những tên trộm, Pokémon và Pikachu của họ thành đá bằng sức mạnh hủy diệt của nó. Xerneas khiến Yveltal rời khỏi khu rừng và sử dụng sinh lực của mình để khôi phục lại khu rừng, con người và Pokémon ở đó, trở thành một cái cây để bảo vệ sự cân bằng của thiên nhiên. Diancie trở lại Diamond Ore Country để tạo ra Heart Diamond mới, cứu vương quốc.

## Sản xuất
Bộ phim được công bố lần đầu tiên sau khi chiếu rạp bộ phim Pokémon the Movie: Genesect thần tốc và Mewtwo huyền thoại thức tỉnh, với việc chiếu một đoạn trailer ngắn. Cuối tháng 12 năm 2013, CoroCoro Comic số phát hành tháng 1 năm 2014 đã xác nhận tiêu đề của bộ phim, cùng với thông báo từ trang web chính thức với đoạn giới thiệu chính thức được giới thiệu trên trang web chính thức của phim. Tấm poster đầu tiên của bộ phim cho thấy tất cả các dạng Tiến Hóa Mega đã được xác nhận của một số Pokémon trong Pokémon X và Y. Số phát hành tháng hai của CoroCoro sau đó nói rằng bộ phim sẽ xoay quanh "Trận chiến tráng lệ" giữa Xerneas và Yveltal cũng như ý nghĩa ẩn giấu của tựa game, liên quan đến Pokémon hủy diệt. Nó cũng lưu ý rằng nhiều Pokémon huyền thoại và một số Tiến Hóa Mega sẽ xuất hiện trong phim.
Phim được chiếu cùng với Pikachu, What's This Key? (ピカチュウ、これなんのカギ？ Pikachū, Kore Nan no Kagi?) sẽ có Pokémon Cleffy mới. Tạp chí cũng tiết lộ rằng phim cũng sẽ có Jirachi, Victini, Manaphy và Darkrai là những nhân vật đặc biệt.
Phiên bản tiếng Anh của phim đã ra mắt vào ngày 8 tháng 11 năm 2014 trên Cartoon Network ở Hoa Kỳ và tại các rạp ở Úc và New Zealand. Ngoài ra, phần tiền truyện của bộ phim có tựa đề Diancie: Princess of the Diamond Domain đã ra mắt trên trang web Trò chơi Thẻ bài Pokémon của Hoa Kỳ vào ngày 5 tháng 11 năm 2014 với Melecie, Goronda và một Ariados.

### Bối cảnh
Bối cảnh chính thức của bộ phim dựa trên Canada, với các địa điểm bao gồm thành phố Ottawa, Kênh đào Rideau, thị trấn Merrickville, Tháp Skydeck, Sông Saint Lawrence, thành phố Toronto, Quebec và thị trấn Niagara-on-the-Lake. Lâu đài từ cảnh chủ đề mở đầu lấy cảm hứng từ Château Frontenac và cuộc chiến xảy ra trên sân thượng Dufferin. Đạo diễn Yuyama nói rằng đây là lần đầu tiên kể từ Pokémon the Movie: Victini và anh hùng bóng tối Zekrom / Victini và anh hùng ánh sáng Reshiram, anh và đoàn của mình đi du lịch nước ngoài để lấy cảm hứng.

## Phân vai

### Các nhân vật chính
| Nhân vật (Nhật/Anh)   | Tiếng Nhật         | Tiếng Anh              | Tiếng Việt   |
| --------------------- | ------------------ | ---------------------- | ------------ |
| Satoshi / Ash Ketchum | Rica Matsumoto     | Sarah Natochenny       | Hoàng Khuyết |
| Pikachu               | Ikue Ōtani         | Ikue Ōtani             | Ikue Ōtani   |
| Serena                | Mayuki Makiguchi   | Haven Paschall         | Ngọc Quyên   |
| Citron / Clemont      | Yūki Kaji          | Michael Liscio Jr.     | Tuấn Anh     |
| Yurika / Bonnie       | Mariya Ise         | Alyson Leigh Rosenfeld | Kim Ngọc     |
| Musashi / Jessie      | Megumi Hayashibara | Michele Knotz          | Thùy Tiên    |
| Kojiro / James        | Shin-ichiro Miki   | Carter Cathcart        | Minh Vũ      |
| Nyasu / Meowth        | Inuko Inuyama      | Carter Cathcart        | Kim Anh      |
| Người dẫn chuyện      | Unshō Ishizuka     | Rodger Parsons         | Trí Luân     |

### Các nhân vật khác
- Diancie (ディアンシー Dianshī?) Được biết đến là một Pokémon kim cương, Diancie là công chúa của Diamond Ore Country, là quê hương bình yên của Melecie và Heart Diamond giúp an toàn trước người ngoài.[7] Tuy nhiên, Diancie đang ngày càng yếu đi, cũng như Heart Diamond. Cô tìm kiếm Satoshi và những người bạn của cậu để giúp cô tìm ra Pokémon huyền thoại Xerneas để khôi phục lại năng lượng cuộc sống của mình, nhưng trên đường họ bị tấn công bởi Pokémon hủy diệt Yveltal.[8][9] Diancie được lồng tiếng Nhật bởi Marika Matsumoto,[10] Nhân vật cũng được lồng Tiếng Anh bởi Caitlin Glass và Tiếng Việt bởi Thu Hiền.
- Argus Steel (アルガス・スティール Argus Steel?) Cha đẻ của Millis Steel. Một người đàn ông yêu sô cô la và sở hữu một cái nháy mắt. Anh ta muốn sử dụng sức mạnh của Diancie để tạo ra kim cương. Nhân vật được lồng tiếng bởi Reiji Nakagawa trong tiếng Nhật, Pete Zarustica trong Tiếng Anh và Minh Vũ trong Tiếng Việt.
- Millis Steel (ミリス・スティール Millis Steel?) Một huấn luyện viên du lịch có Pokémon Brigarron. Cô và cha cô giúp giải cứu Diancie chỉ để muốn sử dụng sức mạnh của nó cho lợi ích của họ và họ chỉ giải cứu cô để Satoshi và bạn bè của cậu có thể giúp cô tạo ra kim cương thật và sau đó họ có thể bắt cóc cô. Cô được lồng tiếng bởi Shoko Nakagawa trong tiếng Nhật, Brittney Lee Hamilton trong tiếng Anh và Tuyết Nhung trong Tiếng Việt.
- Marilyn Flame (マリリン・フレーム Marilyn Flame?) và Ninja Riot (ニンジャ・ライオット Ninja Riot?) là một đôi kẻ trộm trang sức tấn công Diancie. Đạo diễn Kunihiko Yuyama tuyên bố họ sẽ nhẹ dạ hơn các nhân vật phản diện trong phim trước đây, sử dụng các tương tác và trao đổi để tạo ra sự hài hước. Yuyama cũng tuyên bố rằng Marilyn Flame được thiết kế với "sự hấp dẫn giới tính hơn bất kỳ nhân vật nào trước đó, để mang lại cho người lớn một chút tiền thưởng". Pokémon đồng hành của Marilyn Flame là Mahoxy trong khi Ninja Riot là Gekkouga.[11] Marilyn Flame và Ninja Riot được lồng tiếng bởi Rika Adachi và Kōichi Yamadera. Nhân vật cũng được lồng tiếng Anh bởi Lianne Marie Dobbs và Marc Thompson. Trong phiên bản Tiếng Việt, trừ Millis Steel không rõ người lồng tiếng, Argus Steel được lồng tiếng bởi Minh Vũ.

## Âm nhạc
Bài hát chủ đề kết thúc của phim có tựa là "Yoake no Ryūseigun" (夜明けの流星群) của Scandal. Đĩa đơn kết thúc được phát hành vào ngày 16 tháng 7 năm 2014. Bài hát kết thúc trong phiên bản tiếng Anh có tựa đề "Open My Eyes" được sáng tác bởi Ed Goldfarb, và được trình bày bởi Dani Marcus. Bài hát kết thúc này đã được phát hành dưới dạng kỹ thuật số như là một phần của Bộ sưu tập nhạc phim Pokémon vào ngày 23 tháng 12 năm 2017.